# Генетска дијагностика интерсексуалности
Генетска дијагностика интерсексуалности  је једна од метода у медицинској генетици којом се откривају интерсексуалци (односно међуполне особе). Ове особе се рађају са варијацијама у физичким и полним карактеристикама, укључујући хромозоме, полне жлезде, полне хормоне или гениталије које, према Канцеларији високог комесара Уједињених нација  за људска права, "не одговарају типичним дефиницијама за тела мушкарца или жене". Такве варијације могу да обухватају нејасан тип гениталија (то јест гениталије које по изгледу нису ни мушке ни женске) и комбинације хромозомског генотипа и полног фенотипа осим XY-мушког и XX-женског.
Пошто преимплантациона генетска дијагностика отвара могућност абортирања плода са међуполним особинама, настало је питање да ли у медицини постоји дискриминација према међуполним особама. Наиме, овакав став држи до тога да је медицинска професија, својим односом према међуполним особинама као нечему болесном, постала главни извор друштвене и психолошке штете. Ово укључује излагање међуполних особа стигматизацији и „непријатељском друштвеном окружење са којим се појединци са интерсексуалним особинама сусрећу.

## Дефиниције
Хумана репродукција обухвата оплодњу јајне ћелије жене спермом мушкарца, која након девет месеци резултира порођајем и рођењем детета, а обично укључује сексуални однос између жене и мушкарца.
Вантелесна оплодња (ин витро фертилизација - ИВФ) је поступак којим су јајне ћелије оплођене сперматозоидима изван материце. Поступак обухвата хормонима контролисану овулацију, вађење (пункцију) јајних ћелија из јајника жене, оплодњу јајне ћелије спематозоидима у текућем медијуму и трансфер зигота у материцу пацијенткиње.
Преимплантациона генетска дијагностика — означава било какво тестирање ембриона пре његовог преноса у материцу. Она подразумева преимплантациону дијагностику код ИВФ из ембриона, пре трансфера у материцу за одређена генетска стања (нпр цистичну фиброзу, Хантингтонову хореју итд.).
Преимплантациони генетски скрининг (ПГС) је тестирање за нумеричке хромозомске абнормалности ембриона код ИВФ пре трансфера ембриона у материцу, „у циљу повећања стопе успешности одређеног циклуса вантелесне оплодње и рађања здраве деце”.

## Преимплантациона генетска дијагностика
Преимплантациона генетска дијагностика (акроним ПГД) једна је од области медицинске генетика која подразумева анализу гена или хромозома ембриона код „ин витро” фертилизација (акроним ИВФ), која се врши пре трансфера оплођене јајне ћелију материцу. Поступак преимплантационе генетске дијагностике, омогућава родитељима да спрече имплантацију ембриона за који се утврди да поседује неке генетске или наследне болести. На овај начин, омогућен је избор пола детета, не само у случају када постоји ризик од преношења болести за које је познато да се преносе само на мушко или женско потомство, већ и у случају где постоји посебан ризик од неких болести које су карактеристичне за један пол. На пример, у породицама где су жене обољевале од рака дојке и где је и сама жена која је укључена у медицински асистирану репродукцију оболела, те постоји велика вероватноћа да је носилац тог гена, преимплантациона генетска дијагностика се може извршити како би се избегло женско потомство.
Понекад је помоћу ПГД неопходно утврдити и пол, из разлога што се одређене болести преносе само на мушко или женско потомство. По заговорницима равноправности полова, овај поступак може озбиљно угрозити дугогодишњу борбу за равноправан положај женске и мушке деце.
Како се ова метода користи за скрининг одређеног генетског стања  ембриона, она самим тим омогућава издвајање ембриона са међучилним карактеристикама за прекид оплодње. Неки национални органи, попут Управе за хуману оплодњу и ембриологију Уједињеног Краљевства, воде спискове услова у којима је ПГД дозвољена, укључујући међуполна стања попут:
- недостатка 5 алфа редуктазе,
- синдрома неосетљивости на андрогене,
- урођене надбубрежне хиперплазије и
- друга стања.

Хируршке интервенције на деци са међупилним стањима су спорне. По ауторима који се противе овој пракси, овај скуп процедура представља отварање пута за избор других особина попут привлачности истог пола.  Роберт Спероу наводи "да су интерсексуални услови упоредиви са сексуалном оријентацијом јер штете могу бити повезане са "непријатељским друштвеним окружењем", и  закључио да "прихватљивост уклањања интерсексуалних услова има „непријатне“ импликације на „друге непатолошке варијације људи“ које не утичу на физичко здравље.
Организација Intersex Human Rights Australia цитирала је истраживање које показује стопе прекида трудноће, које иду и до 88%  код Клинефелтеровог синдрома,  док Светска здравствена организација описује ову особину као "компатибилну са нормалним очекиваним животом" и "често недијагностиковану".  У 2014. години СЗО је позвала Аустралијско национално веће за здравствена и медицинска истраживања да забрани такве интервенције, истичући „блиско преплитање интерсексуалног статуса, родног идентитета и сексуалне оријентације у друштвено разумевање пола и родних норми, те у медицинској и медицинској социолошкој литератури“. Године 2016. организација је писала о спонзорству лезбејских, геј, бисексуалних, трансродних и интерсексуалних (ЛГБТИ) догађаја од стране клиника за вантелесну оплодњу у Аустралији, наводећи да, поред етичких питања покренутих уклањањем интерсексуалних особина, „спонзорство“ ЛГБТИ особа „догађаји у таквим  установама и даље покрећу више етичких питања, укључујући природу заједнице и разумевање питања која се односе на међуполну телесну разноликост.
Као одговор на став Спероуа, Џорџијен Дејвис тврди да "таква дискриминација не препознаје да су многи људи са интерсексуалним особинама водили пуне и сретне животе, те да је "интерсексуална заједница само" невидљива "за оне који одлуче да је игноришу", док је "медицинска професија, а не сама интерсексуална особина, главни извор социјалне и психолошке штете која одржава интерсекс стигматизацију и „непријатељско друштвено окружење“ са којим се појединци са интерсексуалним особинама сусрећу “.
Џеф Нискер везује елиминацију интерсексуалних стања са њиховом патологизацијом, описујући  како "[разлике] постају медицински поремећај којем медицинска професија посвећује време и ресурсе за спречавање, а поступци у ту сврху добијају одговарајућу вредност".